# Гаплогруппа U3a1 (мтДНК)
Гаплогруппа U3a1 — гаплогруппа митохондриальной ДНК человека.

## Субклады
- U3a1
  - U3a1a
  - U3a1b
  - U3a1c
  - U3a1d
  - U3a1e
  - U3a1f
  - U3a1g
  - U3a1h
  - U3a1i
  - U3a1j
  - U3a1k
  - U3a1l
  - U3a1m
  - U3a1n
  -  U3a1o

## Палеогенетика

### Неолит
Шассейская культура
- BER37 __ Les Plots — Берьяк, Каркасон, Од (департамент), Окситания (регион), Франция __ 4336-4076 calBCE (5390±30 BP, Lyon-14866) __ U3a1.
- CRE3 __ Le Crès __ Безье (округ), Эро (департамент), Окситания (регион), Франция __ 4257-4044 calBCE (5320±35 BP, Lyon-3422) __ I2a1a2 (I-M423) # U3a1.

Культура воронковидных кубков (Salzmünde group)
- I0551 | SALZ3b __ Salzmünde-Schiebzig __ Зале (район), Саксония-Анхальт, Германия __ 3400–3025 BCE __ М __ G2a2a (PF3185) # U3a1.[2]

Вартберг (культура)
- KH150635 | KI14 __ Niedertiefenbach __ Нидертифенбах, Рейн-Лан, Рейнланд-Пфальц, Германия __ 3300-3200 calBCE (4425±28 BP, KIA-52280) __ Ж __ U3a1.[3]

Доисторические свайные поселения в Альпах
- Rapperswil Zürichstrasse (CH) __ Рапперсвиль-Йона, Зе-Гастер, Санкт-Галлен (кантон), Швейцария __ 2695-2481 calBCE.[4]
  - TU874(SX8) __ Ж __ U3a1
  - TU876(SX10) __ М __ G2a2a1a2a1a (L166) # U3a1

### Халколит
Атапуэрка (стоянки)
- I1303 | MIR25 __ El Mirador cave __ Альфос-де-Бургос, Бургос, Кастилия-Леон, Испания __ 2880-2630 BCE (Beta-296225, Beta-296227) __ М __ I2a1a1a (L158) > I-L160 # U3a1.[2][5]

### Бронзовый век
Элладская цивилизация
- PEL03 | 07/30 __ Pella __ Пела (ном), Центральная Македония, Македония и Фракия, Греция __ 3200–2000 BCE __ U3a1.[6]

### Железный век
Иберийцы
- I3321 | S-EVA 9303; Ind 2 __ Els Estrets de la Rata __ Плана-Альта, Кастельон, Валенсия, Испания __ 300–100 BCE __ М __ R1b1a1a2a1a2 (R-P312) # U3a1.[5]

Бетика (Римская Испания)
- I4055 | Tumba 49 __ Plaza Einstein __ Гранада, Вега-де-Гранада, Андалусия, Испания __ 200–400 CE __ М __ IJK > T1 # U3a1.[5]

### Средние века
Испанская марка
- I7675 | T-194 __ L'Esquerda __ Рода-де-Тер, Осона (комарка), Барселона, Каталония, Испания __ 785–801 CE __ М __ R1b1a1a2a1a (R-L151) # U3a1.[5]

Викинги
- VK358 | Oland_1105 __ Öland (108:I:169) __ Боргхольм, Кальмар (лен), Швеция __ 705-991 calCE (1175±50 BP, LuSNo-10567) __ Ж __ U3a1.
- VK425 | Sweden_Skara 44 __ Varnhem __ Скара (коммуна), Вестра-Гёталанд, Швеция __ 900–1200 CE __ М __ R1b1a1b1a1a1c2b2b (Z331) # U3a1.

Гренландцы (скандинавские поселенцы)
- VK193 | Greenland late-1061 __ Братталид (Ø29a) __ Куяллек, Гренландия (административная единица), Датское королевство __ 900–1200 CE __ Ж __ U3a1.[7]

## Публикации
2015
- Mathieson I, Lazaridis I, Rohland N; et al. (Декабрь 2015). Genome-wide patterns of selection in 230 ancient Eurasians. Nature. 528 (7583): 499–503. doi:10.1038/nature16152. PMC 4918750. PMID 26595274. {{cite journal}}: Явное указание et al. в: |author= (справка)Википедия:Обслуживание CS1 (множественные имена: authors list) (ссылка)

2019
- Olalde I, Mallick S, Patterson N; et al. (Март 2019). The genomic history of the Iberian Peninsula over the past 8000 years. Science. 363 (6432): 1230–1234. doi:10.1126/science.aav4040. PMC 6436108. PMID 30872528. {{cite journal}}: Явное указание et al. в: |author= (справка)Википедия:Обслуживание CS1 (множественные имена: authors list) (ссылка)

2020
- Furtwängler A, Rohrlach AB, Lamnidis TC; et al. (Апрель 2020). Ancient genomes reveal social and genetic structure of Late Neolithic Switzerland. Nature Communications. 11. doi:10.1038/s41467-020-15560-x. PMC 7171184. PMID 32313080. {{cite journal}}: Явное указание et al. в: |author= (справка)Википедия:Обслуживание CS1 (множественные имена: authors list) (ссылка)
- Brunel S, Bennett EA, Cardin L; et al. (Июнь 2020). Ancient genomes from present-day France unveil 7,000 years of its demographic history. PNAS. 117 (23): 12791–12798. doi:10.1073/pnas.1918034117. PMC 7293694. PMID 32457149. {{cite journal}}: Явное указание et al. в: |author= (справка)Википедия:Обслуживание CS1 (множественные имена: authors list) (ссылка)
- Margaryan A, Lawson DJ, Sikora M; et al. (Сентябрь 2020). Population genomics of the Viking world. Nature. 585 (7825): 390–396. doi:10.1038/s41586-020-2688-8. PMID 32939067. {{cite journal}}: Явное указание et al. в: |author= (справка)Википедия:Обслуживание CS1 (множественные имена: authors list) (ссылка)

2021
- Immel A, Pierini F, Rinne C; et al. (Январь 2021). Genome-wide study of a Neolithic Wartberg grave community reveals distinct HLA variation and hunter-gatherer ancestry. Communications Biology. 4 (1). doi:10.1038/s42003-020-01627-4. PMC 7835224. PMID 33495542. {{cite journal}}: Явное указание et al. в: |author= (справка)Википедия:Обслуживание CS1 (множественные имена: authors list) (ссылка)
- Clemente F, Unterländer M, Dolgova O; et al. (Май 2021). The genomic history of the Aegean palatial civilizations. Cell. 184 (10): 2565-2586.e21. doi:10.1016/j.cell.2021.03.039. PMC 8127963. PMID 33930288. {{cite journal}}: Явное указание et al. в: |author= (справка)Википедия:Обслуживание CS1 (множественные имена: authors list) (ссылка)